# Врбановец
Врбановец је насељено место у саставу општине Мартијанец у Вараждинској жупанији, Хрватска. До територијалне реорганизације у Хрватској налазио се у саставу старе општине Лудбрег.

## Становништво
На попису становништва 2011. године, Врбановец је имао 629 становника.

## Попис1991.
На попису становништва 1991. године, насељено место Врбановец је имало 723 становника, следећег националног састава:
| Попис 1991.‍  | Попис 1991.‍  | Попис 1991.‍ | Попис 1991.‍ | Попис 1991.‍ |
| ------------ | ------------ | ----------- | ----------- | ----------- |
|              |              |             |             |             |
| Хрвати       | Хрвати       |             | 711         | 98,34%      |
| Немци        | Немци        |             | 3           | 0,41%       |
| Словенци     | Словенци     |             | 1           | 0,13%       |
| неопредељени | неопредељени |             | 1           | 0,13%       |
| непознато    | непознато    |             | 7           | 0,96%       |
| укупно: 723  |              |             |             |             |